# Грицюк Юрій Іванович
Юрій Іванович Грицюк (нар. 5 травня 1962, село Лоєва Надвірнянського району Івано-Франківської області) — академік Лісівничої академії наук України, професор кафедри програмного забезпечення Національного університету «Львівська політехніка», доктор технічних наук, професор.

## Біографія
Грицюк Юрій Іванович народився 5 травня 1962 року в селі Лоєва Надвірнянського району Івано-Франківської області. Вищу освіту здобув у 1989 р., закінчивши з відзнакою Львівський лісотехнічний інститут (тепер — Національний лісотехнічний університет України, м. Львів) за спеціальністю «Технологія деревообробки», здобувши кваліфікацію «Інженер-технолог». З 1983 по 1985 pp. проходив строкову службу у рядах Радянської Армії.
Кандидат технічних наук з 1993 р. за спеціальністю 05.21.05 — технологія і обладнання деревообробних виробництв, деревинознавство. Дисертаційна робота на тему «Оптимізація розкрою ДСП на заготовки» захищна у Львівському лісотехнічному інституті.
Доктор технічних наук з 2009 р. за спеціальністю 01.05.04 — системний аналіз і теорія оптимальних рішень. Дисертаційна робота на тему «Системний аналіз та методи комбінаторної оптимізації технологічного процесу розкрою» захищена в Національному університеті «Львівська політехніка». Вчене звання професора присвоєно в 2012 р. по кафедрі управління інформаційною безпекою Львівського державного університету безпеки життєдіяльності.
Науково-педагогічну діяльність розпочав у 1989 р. у Львівському лісотехнічному інституті на посадах асистента (1989—1993 рр.), старшого викладача (1993—1997 рр.), докторанта кафедри (1997—2000 рр.). З 2001 р. і до 2009 р. працював доцентом кафедри обчислювальної техніки і моделювання технологічних процесів НЛТУ України. З 2009 р. по 2014 р. працював завідувачем кафедри управління інформаційною безпекою Львівського державного університету безпеки життєдіяльності.
З вересня 2014 р. — професор кафедри програмного забезпечення НУ "Львівська політехніка.
Підготовку фахівців здійснює за напрямком «Лісозаготівля та деревообробка» за спеціальністю «Технологія деревообробки», за напрямком «Комп'ютерні науки» за спеціальністю «Інформаційні технології проектування», а також за спеціальністю «Управління проектами» та «Захист інформації». Викладає різні навчальні дисципліни: «Методи та засоби наукових досліджень», «Організація розподілених програмних комплексів проектування», «Об'єктно-орієнтоване програмування», «Обчислювальна математика і програмування», «Прикладна теорія цифрових автоматів», «Оптимізація прийняття рішень», «Теорія управління та прийняття рішень». Науково-педагогічний стаж роботи становить понад 25 років.
Основні напрями наукових досліджень Грицюка Ю. І.: обчислювальна техніка і програмування; моделювання та оптимізація технологічних процесів і виробництв; прикладна математика, системний аналіз, інформаційна безпека, інженерія програмного забезпечення.
Вчений володіє російською, німецькою та англійською мовами.

## Наукова та педагогічна діяльність
За роки науково-педагогічної діяльності доцент Грицюк Ю. І. видав понад 200 наукових праць в українських і зарубіжних виданнях, чотири монографії, шість навчальних посібники. Серед них:
- Грицюк Ю. І. Регулярне розміщування прямокутних об'єктів вздовж смуг односторонньо обмеженої стрічки: монографія / Ю.I. Грицюк. — Львів: Вид. дім «Панорама», 2002. — 220 с.
- Грицюк Ю. І. Оптимізація технологічного процесу розкрою плитних деревних матеріалів на меблеві заготовки: монографія / Грицюк Ю. І. — Львів: Вид-во «Панорама», 2004. — 484 с.
- Грицюк Ю. І. Моделювання карт і оптимізація плану розкрою плитних деревних матеріалів на меблеві заготовки: монографія / Грицюк Ю. І. — Львів: Вид-во «Панорама», 2004. — 524 с.
- Грицюк Ю. І. Оптимізація технологічного процесу розкрою плитних деревних матеріалів на меблеві заготовки: монографія. — У 2-х кн. / Ю.I. Грицюк. — К. : Вид-во «Основа», 2005. — Кн. 1. — 480 с.
- Грицюк Ю. І. Обчислювальна техніка, алгоритмізація і програмування мовою Pascal: навч. посібн. [для техн. вузів] / Ю. І. Грицюк. — К. : Вид-во ІСДО, 1995. — 258 с.
- Озарків І. М. Основи аеродинаміки і тепломасообміну: навч. посібн. / І. М. Озарків, Л. Я. Сорока, Ю. І. Грицюк. — К. : Вид-во ІЗМН, 1997. — 280 с.
- Грицюк Ю.І. Програмування мовою С++ : навч. посібн. / Ю. І. Грицюк, Т. Є. Рак. — Львів: Вид-во ЛДУ БЖД, 2011. — 292 с.
- Грицюк Ю. І. Об'єктно-орієнтоване програмування мовою С++ : навч. посібн. / Ю. І. Грицюк, Т. Є. Рак. — Львів: Вид-во ЛДУ БЖД, 2011. — 404 с.
- Грицюк Ю.I. Розрахунок об'ємного виходу пилопродукції та відповідних відходів методами числового інтегрування / Ю. I. Грицюк, С. І. Яцишин // Вісник НУ «Львівська політехніка». — Сер.: Комп'ютерні науки та інформаційні технології. — Львів: НУ «Львівська політехніка», 2007. — № 598. — С. 61 69.
- Грицюк Ю. І. Системна оптимізація структури та параметрів лінії розкрою / Грицюк Ю. І. // Науковий вісник НЛТУ України: зб. наук.-техн. праць. — Львів: РВВ НЛТУ України, 2009. — Вип. 19.8. — С. 167—182.
- Грицюк Ю. І. Стратегія розв'язання задачі структурно-функціонального аналізу технологічного процесу розкрою // Науковий вісник НЛТУ України: зб. наук.-техн. праць. — Львів: РВВ НЛТУ України, 2009. — Вип. 19.3. — С. 87-99.
- Грицюк Ю. І. Математичні моделі управління портфелями проектів з удосконалення системи безпеки життєдіяльності / Ю. І. Грицюк, І. О. Малець, Т. Є. Рак // Вісник НУ «Львівська політехніка». — Сер.: Комп'ютерні науки та інформаційні технології: зб. наук. праць. — Львів: НУ «Львівська політехніка». — 2010. — № 672. — С. 110—119.
- Грицюк Ю. І. Комплексне оцінювання проектів впровадження системи захисту інформації / Ю. І. Грицюк, І. С. Кузьменко // Вісник НУ «Львівська політехніка». — Сер.: Автоматика, вимірювання та керування. — Львів: НУ «Львівська політехніка». — 2013. — № 774. — С. 39-50.
- Сташевський З. П. Обґрунтування показника якості функціонування комплексної системи захисту інформації / З. П. Сташевський, Ю. І. Грицюк // Вісник Національного технічного університету України «Київський політехнічний інститут». — Сер.: Радіотехніка. Радіоапаратобудування. — К. : НТУ України «Київський політехнічний інститут». — 2013. — № 5. — С. 218—226.

Професор Грицюк Ю. І. керує підготовкою кандидатських дисертацій з 2002 року.